# Lasse Kjus
Lasse Kjus, född 14 januari 1971 i Siggerud, Akershus fylke, är en norsk före detta alpin skidåkare.
Kjus har vunnit 16 medaljer vid VM och OS, vilket är näst bäst genom tiderna, bäst är en annan norrman, Kjetil André Aamodt. Vid VM i Vail 1999 tog han medalj i alla fem discipliner, 2 guld och 3 silver vilket ingen tidigare hade lyckats med. Samma år belönades han med både Aftenpostens guldmedalj och Norska sportjournalisternas statyett som är två av Norges största idrottspriser. Han avslutade sin karriär efter säsongen 2005/2006.

## Världscupsegrar
Kjus har 18 världscupsegrar 10 i störtlopp, 2 i Super-G, 2 i storslalom och 4 i kombination och har vunnit totala världscupen två gånger 1996 och 1999.
| Datum            | Plats         | Disciplin   |
| ---------------- | ------------- | ----------- |
| 16 januari 1994  | Kitzbühel     | Kombination |
| 2 februari 1995  | Vail          | Super-G     |
| 21 december 1995 | Kranjska Gora | Storslalom  |
| 29 december 1995 | Bormio        | Störtlopp   |
| 6 mars 1996      | Kvitfjell     | Störtlopp   |
| 26 januari 1997  | Kitzbühel     | Kombination |
| 2 mars 1997      | Kvitfjell     | Störtlopp   |
| 12 december 1998 | Val-d'Isère   | Störtlopp   |
| 18 december 1998 | Val Gardena   | Störtlopp   |
| 16 januari 1999  | Wengen        | Störtlopp   |
| 17 januari 1999  | Wengen        | Kombination |
| 22 januari 1999  | Kitzbühel     | Störtlopp   |
| 10 mars 1999     | Sierra Nevada | Utfor       |
| 21 januari 2001  | Kitzbühel     | Kombination |
| 19 december 2003 | Val Gardena   | Super-G     |
| 22 januari 2004  | Kitzbühel     | Störtlopp   |
| 4 december 2004  | Beaver Creek  | Storslalom  |
| 10 mars 2005     | Lenzerheide   | Störtlopp   |